# Tortula heteroloma
Tortula heteroloma là một loài rêu trong họ Pottiaceae. Loài này được Cardot mô tả khoa học đầu tiên năm 1910.